# Culicoides albomotatus
Culicoides albomotatus är en tvåvingeart som beskrevs av Jean-Jacques Kieffer 1918. Culicoides albomotatus ingår i släktet Culicoides och familjen svidknott.
Artens utbredningsområde är Turkiet. Inga underarter finns listade i Catalogue of Life.